# Chris Dingman
Christopher Robert "Chris" Dingman, född 6 juli 1976, är en kanadensisk före detta professionell ishockeyforward som tillbringade åtta säsonger i den nordamerikanska ishockeyligan National Hockey League (NHL), där han spelade för Calgary Flames, Colorado Avalanche, Carolina Hurricanes och Tampa Bay Lightning. Han producerade 34 poäng (15 mål och 19 assists) samt drog på sig 769 utvisningsminuter på 385 grundspelsmatcher.
Dingman spelade också för Saint John Flames, Hershey Bears och Springfield Falcons i American Hockey League (AHL); Södertälje SK i Hockeyallsvenskan; Aab Ishockey i AL-Bank Ligaen samt Brandon Wheat Kings i Western Hockey League (WHL).
Han draftades av Calgary Flames i första rundan i 1994 års draft som 19:e spelare totalt.
Dingman vann Stanley Cup med Colorado Avalanche och Tampa Bay Lightning för säsongerna 2000–2001 respektive 2003–2004.

## Statistik
| Källa: Utv = Utvisningsminuter | Källa: Utv = Utvisningsminuter                       | Källa: Utv = Utvisningsminuter                       |                                                      | Grundserie                                           | Grundserie                                           | Grundserie                                           | Grundserie                                           | Grundserie                                           |                                                      | Slutspel                                             | Slutspel                                             | Slutspel                                             | Slutspel                                             | Slutspel                                             |
| Säsong                         | Lag                                                  | Liga                                                 | Matcher                                              | Mål                                                  | Assist                                               | Poäng                                                | Utv                                                  | Matcher                                              | Mål                                                  | Assist                                               | Poäng                                                | Utv                                                  |                                                      |                                                      |
| ------------------------------ | ---------------------------------------------------- | ---------------------------------------------------- | ---------------------------------------------------- | ---------------------------------------------------- | ---------------------------------------------------- | ---------------------------------------------------- | ---------------------------------------------------- | ---------------------------------------------------- | ---------------------------------------------------- | ---------------------------------------------------- | ---------------------------------------------------- | ---------------------------------------------------- | ---------------------------------------------------- | ---------------------------------------------------- |
| 1991–1992                      | Edmonton Mercurys                                    | AMHL                                                 | 36                                                   | 23                                                   | 18                                                   | 41                                                   | 72                                                   | —                                                    | —                                                    | —                                                    | —                                                    | —                                                    |                                                      |                                                      |
| 1992–1993                      | Brandon Wheat Kings                                  | WHL                                                  | 50                                                   | 10                                                   | 17                                                   | 27                                                   | 64                                                   | 4                                                    | 0                                                    | 0                                                    | 0                                                    | 0                                                    |                                                      |                                                      |
| 1993–1994                      | Brandon Wheat Kings                                  | WHL                                                  | 45                                                   | 21                                                   | 20                                                   | 41                                                   | 77                                                   | 13                                                   | 1                                                    | 7                                                    | 8                                                    | 39                                                   |                                                      |                                                      |
| 1994–1995                      | Brandon Wheat Kings                                  | WHL                                                  | 66                                                   | 40                                                   | 43                                                   | 83                                                   | 201                                                  | 3                                                    | 1                                                    | 0                                                    | 1                                                    | 9                                                    |                                                      |                                                      |
| 1995–1996                      | Brandon Wheat Kings                                  | WHL                                                  | 40                                                   | 16                                                   | 29                                                   | 45                                                   | 109                                                  | 19                                                   | 12                                                   | 11                                                   | 23                                                   | 60                                                   |                                                      |                                                      |
|                                | Saint John Flames                                    | AHL                                                  | —                                                    | —                                                    | —                                                    | —                                                    | —                                                    | 1                                                    | 0                                                    | 0                                                    | 0                                                    | 0                                                    |                                                      |                                                      |
| 1996–1997                      | Saint John Flames                                    | AHL                                                  | 71                                                   | 5                                                    | 6                                                    | 11                                                   | 195                                                  | —                                                    | —                                                    | —                                                    | —                                                    | —                                                    |                                                      |                                                      |
| 1997–1998                      | Calgary Flames                                       | NHL                                                  | 70                                                   | 3                                                    | 3                                                    | 6                                                    | 149                                                  | —                                                    | —                                                    | —                                                    | —                                                    | —                                                    |                                                      |                                                      |
| 1998–1999                      | Calgary Flames                                       | NHL                                                  | 2                                                    | 0                                                    | 0                                                    | 0                                                    | 17                                                   | —                                                    | —                                                    | —                                                    | —                                                    | —                                                    |                                                      |                                                      |
|                                | Saint John Flames                                    | AHL                                                  | 50                                                   | 5                                                    | 7                                                    | 12                                                   | 140                                                  | —                                                    | —                                                    | —                                                    | —                                                    | —                                                    |                                                      |                                                      |
|                                | Colorado Avalanche                                   | NHL                                                  | 1                                                    | 0                                                    | 0                                                    | 0                                                    | 7                                                    | —                                                    | —                                                    | —                                                    | —                                                    | —                                                    |                                                      |                                                      |
|                                | Hershey Bears                                        | AHL                                                  | 17                                                   | 1                                                    | 3                                                    | 4                                                    | 102                                                  | 5                                                    | 0                                                    | 2                                                    | 2                                                    | 6                                                    |                                                      |                                                      |
| 1999–2000                      | Colorado Avalanche                                   | NHL                                                  | 68                                                   | 8                                                    | 3                                                    | 11                                                   | 132                                                  | —                                                    | —                                                    | —                                                    | —                                                    | —                                                    |                                                      |                                                      |
| 2000–2001                      | Colorado Avalanche                                   | NHL                                                  | 41                                                   | 1                                                    | 1                                                    | 2                                                    | 108                                                  | 16                                                   | 0                                                    | 4                                                    | 4                                                    | 14                                                   |                                                      |                                                      |
| 2001–2002                      | Carolina Hurricanes                                  | NHL                                                  | 30                                                   | 0                                                    | 1                                                    | 1                                                    | 77                                                   | —                                                    | —                                                    | —                                                    | —                                                    | —                                                    |                                                      |                                                      |
|                                | Tampa Bay Lightning                                  | NHL                                                  | 14                                                   | 0                                                    | 4                                                    | 4                                                    | 26                                                   | —                                                    | —                                                    | —                                                    | —                                                    | —                                                    |                                                      |                                                      |
| 2002–2003                      | Tampa Bay Lightning                                  | NHL                                                  | 51                                                   | 2                                                    | 1                                                    | 3                                                    | 91                                                   | 10                                                   | 1                                                    | 0                                                    | 1                                                    | 4                                                    |                                                      |                                                      |
| 2003–2004                      | Tampa Bay Lightning                                  | NHL                                                  | 74                                                   | 1                                                    | 5                                                    | 6                                                    | 140                                                  | 23                                                   | 1                                                    | 1                                                    | 2                                                    | 63                                                   |                                                      |                                                      |
| 2004–2005                      | Spelade ej på grund av lockout mellan NHL och NHLPA. | Spelade ej på grund av lockout mellan NHL och NHLPA. | Spelade ej på grund av lockout mellan NHL och NHLPA. | Spelade ej på grund av lockout mellan NHL och NHLPA. | Spelade ej på grund av lockout mellan NHL och NHLPA. | Spelade ej på grund av lockout mellan NHL och NHLPA. | Spelade ej på grund av lockout mellan NHL och NHLPA. | Spelade ej på grund av lockout mellan NHL och NHLPA. | Spelade ej på grund av lockout mellan NHL och NHLPA. | Spelade ej på grund av lockout mellan NHL och NHLPA. | Spelade ej på grund av lockout mellan NHL och NHLPA. | Spelade ej på grund av lockout mellan NHL och NHLPA. | Spelade ej på grund av lockout mellan NHL och NHLPA. | Spelade ej på grund av lockout mellan NHL och NHLPA. |
| 2005–2006                      | Tampa Bay Lightning                                  | NHL                                                  | 34                                                   | 0                                                    | 1                                                    | 1                                                    | 22                                                   | 3                                                    | 0                                                    | 0                                                    | 0                                                    | 19                                                   |                                                      |                                                      |
|                                | Springfield Falcons                                  | AHL                                                  | 27                                                   | 8                                                    | 8                                                    | 16                                                   | 30                                                   | —                                                    | —                                                    | —                                                    | —                                                    | —                                                    |                                                      |                                                      |
| 2006–2007                      | Södertälje SK                                        | HA                                                   | 27                                                   | 6                                                    | 10                                                   | 16                                                   | 76                                                   | 10                                                   | 0                                                    | 0                                                    | 0                                                    | 4                                                    |                                                      |                                                      |
| 2007–2008                      | Aab Ishockey                                         | ABL                                                  | 24                                                   | 11                                                   | 6                                                    | 17                                                   | 36                                                   | 5                                                    | 2                                                    | 0                                                    | 2                                                    | 4                                                    |                                                      |                                                      |
| NHL totalt                     | NHL totalt                                           | NHL totalt                                           | 385                                                  | 15                                                   | 19                                                   | 34                                                   | 769                                                  | 52                                                   | 2                                                    | 5                                                    | 7                                                    | 100                                                  |                                                      |                                                      |
| AHL totalt                     | AHL totalt                                           | AHL totalt                                           | 165                                                  | 19                                                   | 24                                                   | 43                                                   | 467                                                  | 6                                                    | 0                                                    | 2                                                    | 2                                                    | 6                                                    |                                                      |                                                      |
| WHL totalt                     | WHL totalt                                           | WHL totalt                                           | 201                                                  | 87                                                   | 109                                                  | 196                                                  | 451                                                  | 39                                                   | 14                                                   | 18                                                   | 32                                                   | 108                                                  |                                                      |                                                      |